# Fernando Von Arb
Fernando Von Arb (Fulenbach, 17 gennaio 1953) è un chitarrista svizzero naturalizzato statunitense, storico membro della band Krokus.

## Biografia
Entrato nel gruppo heavy metal svizzero nel 1977 dopo l'uscita del secondo chitarrista, prende parte agli album di maggior successo della band, negli anni 1980, e vi rimane fino al 2004, quando abbandona a causa di una tendinite, venendo sostituito da Mandy Meyer. Nel 2008 rientra nel gruppo ma senza sostituire Meyer, i chitarristi diverranno così tre.